# Acronicta casparii
Acronicta casparii är en fjärilsart som beskrevs av Steinert 1897. Acronicta casparii ingår i släktet Acronicta och familjen nattflyn. Inga underarter finns listade i Catalogue of Life.